# Gorgasia punctata
Gorgasia punctata är en fiskart som beskrevs av Meek och Hildebrand 1923. Gorgasia punctata ingår i släktet Gorgasia och familjen havsålar. IUCN kategoriserar arten globalt som livskraftig. Inga underarter finns listade i Catalogue of Life.